# Friedrich Thöne
Friedrich Heinrich Konrad Thöne (* 16. Oktober 1907 in Linden; † 27. Oktober 1975 in Zürich) war ein deutscher Kunsthistoriker.
Er studierte ab 1928 Kunstgeschichte, Geschichte, Klassische Archäologie und Literaturgeschichte an den Universitäten München, Köln und Basel, wo er 1934 bei Paul Ganz promoviert wurde. 1934 bis 1937 war er unbezahlter Volontär an der Württembergischen Staatsgalerie in Stuttgart, von 1937 bis 1939 arbeitete er am Kupferstichkabinett Berlin und ab 1939 an der Gemäldegalerie und am Kupferstichkabinett des Mecklenburgischen Landesmuseums in Schwerin. Nach Teilnahme am Zweiten Weltkrieg als Soldat und amerikanischer Kriegsgefangenschaft war er vom 23. Januar 1946 bis zum 9. Oktober 1947 als wissenschaftlicher Sachbearbeiter am Kunstgutlager Schloss Celle tätig. Vom 1. Februar 1948 bis zu seinem Ruhestand am 30. September 1959 war er Direktor am Stadt- und Kreisheimatmuseum Wolfenbüttel, das er umfangreich ausbaute. In dieser Zeit forschte er zur Kunst- und Kulturgeschichte von Wolfenbüttel und seiner Umgebung.
Im Ruhestand ließ er sich 1960 in Diessenhofen, Kanton Thurgau, am Hochrhein nieder. Hier beschäftigte er sich mit der Kunstgeschichte der Gegend sowie mit Arbeiten zur deutschen und schweizerischen Kunst des 16./17. Jahrhunderts.

## Veröffentlichungen (Auswahl)
- Gemälde aus Schloss Ludwigsburg. Württembergische Staatsgalerie, Stuttgart 1935.
- Tobias Stimmers Handzeichnungen. Mit einem Überblick über sein Leben und sein gesamtes Schaffen. Freiburg i. Br. 1936 (Dissertation).
- Lucas Cranachs des Älteren Meisterzeichnungen. Burg bei München 1939.
- Ein deutschrömisches Skizzenbuch von 1609–1611 in der Herzog-August-Bibliothek zu Wolfenbüttel. Deutscher Verein für Kunstwissenschaft, Berlin 1960.
- Vom Bodensee zum Rheinfall. Ein Führer zu Kunst- und Geschichtsstätten im Landkreis Konstanz und den angrenzenden Schweizer Gebieten. Thorbecke, Konstanz/Stuttgart 1962; 3. Auflage 1975.
- Lucas Cranach der Ältere. Langewiesche, Königstein 1965.
- Wolfenbüttel. Geist und Glanz einer alten Residenz. Bruckmann, München 1963; 2. Auflage 1968.
- Die Zeichnungen des 16. und 17. Jahrhunderts. Museum zu Allerheiligen Schaffhausen. Zürich/Schaffhausen 1972.
- Daniel Lindtmayer 1552–1606/07. Die Schaffhauser Künstlerfamilie Lindtmayer. Verlag Berichthaus / Prestel, Zürich / München 1975, ISBN 3-85572-015-0; ISBN 3-7913-0369-4.
- Johann Jakob Mentzinger (1604–1668). Pfarrer von Diessenhofen, Orgel- und Klaviechordbauer, Konstrukteur von Fernrohren und wissenschaftlichen Geräten und Kartograph. Schaffhausen 1975.